# Distrito de Estrasburgo-Campiña
El distrito de Estrasburgo-Campo (En francés: Strasbourg-campagne) fue un distrito de Francia, que se localizaba en el departamento de Bajo Rin (en francés Bas-Rhin), de la región de Alsacia. Contaba con 8 cantones y 104 comunas.

## Historia
El 1 de enero de 2015, se aplicó el decreto ministerial n.º 2014-1720, de 29 de diciembre de 2014, suprimiendo los distritos de Estrasburgo-Campo y Wissembourg, aprovechando para hacer una redistribución global de comunas y cantones.
En el caso del distrito de Estrasburgo-Campo, supuso que las dos comunas del cantón de Bischheim pasaran a formar parte del nuevo distrito de Estrasburgo-Ciudad; que las comunas del cantón de Brumath pasaran, dieciocho a formar parte del nuevo distrito de Haguenau-Wissembourg, y tres del nuevo distrito de Estrasburgo-ciudad; que las comunas del cantón de Geispolsheim, pasaran nueve a formar parte del distrito de Estrasburgo-ciudad, y una del distrito de Molsheim; que las veintinueve comunas del cantón de Hochfelden pasaran a formar parte del distrito de Saverne; que las tres comunas del cantón de Illkirch-Graffenstaden pasan a formar parte del distrito de Estrasburgo-ciudad; que las comunas del cantón de Mundolsheim pasaran, trece a formar parte del distrito de Estrasburgo y una al distrito de Saverne, que la comuna del cantón de Schiltingheim pasara a formar parte del distrito de Estrasburgo-ciudad y que las comunas del cantón de Truchtersheim, veintitrés pasaran a formar parte del distrito de Saverne y una al distrito de Estrasburgo-ciudad.

## División territorial

### Cantones
Los cantones del distrito de Strasbourg-Campagne eran:
1. Cantón de Bischheim
2. Cantón de Brumath
3. Cantón de Geispolsheim
4. Cantón de Hochfelden
5. Cantón de Illkirch-Graffenstaden
6. Cantón de Mundolsheim
7. Cantón de Schiltigheim
8. Cantón de Truchtersheim

### Comunas
| 1. Achenheim (67001)                 | 2. Alteckendorf (67005)            | 3. Bernolsheim (67033)            | 4. Berstett (67034)                |
| 5. Bietlenheim (67038)               | 6. Bilwisheim (67039)              | 7. Bischheim (67043)              | 8. Blaesheim (67049)               |
| 9. Bossendorf (67058)                | 10. Breuschwickersheim (67065)     | 11. Brumath (67067)               | 12. Dingsheim (67097)              |
| 13. Donnenheim (67100)               | 14. Dossenheim-Kochersberg (67102) | 15. Duntzenheim (67107)           | 16. Duppigheim (67108)             |
| 17. Durningen (67109)                | 18. Eckbolsheim (67118)            | 19. Eckwersheim (67119)           | 20. Entzheim (67124)               |
| 21. Eschau (67131)                   | 22. Ettendorf (67135)              | 23. Fegersheim (67137)            | 24. Fessenheim-le-Bas (67138)      |
| 25. Friedolsheim (67145)             | 26. Furdenheim (67150)             | 27. Gambsheim (67151)             | 28. Geispolsheim (67152)           |
| 29. Geiswiller (67153)               | 30. Geudertheim (67156)            | 31. Gingsheim (67158)             | 32. Gougenheim (67163)             |
| 33. Grassendorf (67166)              | 34. Gries (67169)                  | 35. Griesheim-sur-Souffel (67173) | 36. Handschuheim (67181)           |
| 37. Hangenbieten (67182)             | 38. Hochfelden (67202)             | 39. Hoenheim (67204)              | 40. Hoerdt (67205)                 |
| 41. Hohatzenheim (67207)             | 42. Hohfrankenheim (67209)         | 43. Holtzheim (67212)             | 44. Hurtigheim (67214)             |
| 45. Illkirch-Graffenstaden (67218)   | 46. Ingenheim (67220)              | 47. Issenhausen (67225)           | 48. Ittenheim (67226)              |
| 49. Kienheim (67236)                 | 50. Kilstett (67237)               | 51. Kolbsheim (67247)             | 52. Krautwiller (67249)            |
| 53. Kriegsheim (67250)               | 54. Kurtzenhouse (67252)           | 55. Kuttolsheim (67253)           | 56. Lampertheim (67256)            |
| 57. Lingolsheim (67267)              | 58. Lipsheim (67268)               | 59. Lixhausen (67270)             | 60. Melsheim (67287)               |
| 61. Minversheim (67293)              | 62. Mittelhausbergen (67296)       | 63. Mittelhausen (67297)          | 64. Mittelschaeffolsheim (67298)   |
| 65. Mommenheim (67301)               | 66. Mundolsheim (67309)            | 67. Mutzenhouse (67312)           | 68. Neugartheim-Ittlenheim (67228) |
| 69. Niederhausbergen (67326)         | 70. Oberhausbergen (67343)         | 71. Oberschaeffolsheim (67350)    | 72. Olwisheim (67361)              |
| 73. Osthoffen (67363)                | 74. Ostwald (67365)                | 75. Pfettisheim (67374)           | 76. Pfulgriesheim (67375)          |
| 77. Plobsheim (67378)                | 78. Quatzenheim (67382)            | 79. Reichstett (67389)            | 80. Ringeldorf (67402)             |
| 81. Ringendorf (67403)               | 82. Rohr (67406)                   | 83. Rottelsheim (67417)           | 84. Saessolsheim (67423)           |
| 85. Schaffhouse-sur-Zorn (67439)     | 86. Scherlenheim (67444)           | 87. Schiltigheim (67447)          | 88. Schnersheim (67452)            |
| 89. Schwindratzheim (67460)          | 90. Souffelweyersheim (67471)      | 91. Stutzheim-Offenheim (67485)   | 92. Truchtersheim (67495)          |
| 93. Vendenheim (67506)               | 94. Waltenheim-sur-Zorn (67516)    | 95. La Wantzenau (67519)          | 96. Weyersheim (67529)             |
| 97. Wickersheim-Wilshausen (67530)   | 98. Willgottheim (67532)           | 99. Wilwisheim (67534)            | 100. Wingersheim (67539)           |
| 101. Wintzenheim-Kochersberg (67542) | 102. Wiwersheim (67548)            | 103. Wolfisheim (67551)           | 104. Zoebersdorf (67560)           |